# Zona Operacional do Litoral Adriático
```
   |-
       |
Erro:
:  
valor não especificado para "
nome_comum
"

   |-
       | 
Erro:
:  
valor não especificado para "
continente
"
```

A Zona Operacional do Litoral Adriático (em alemão:  Operationszone Adriatisches Küstenland, (OZAK); ou coloquialmente: Operationszone Adria; em italiano:  Zona d'operazioni del Litorale adriatico; em croata:  Operativna zona Jadransko primorje; em esloveno:  Operacijska cona Jadransko primorje) foi uma zona de ocupação da Alemanha Nazista na costa norte do Mar Adriático criado durante a Segunda Guerra Mundial em 1943. Foi formada a partir de territórios que estavam anteriormente sob controle fascista italiano até a sua aquisição pela Alemanha. Incluía partes dos atuais territórios italiano, esloveno e croata. A área foi administrada como território anexado, mas não incorporado, ao Reichsgau da Caríntia. A capital da zona era a cidade de Trieste.

## História
A OZAK foi criada, com sede em Trieste, em 10 de setembro de 1943, por Adolf Hitler, como resposta ao Armistício de Cassibile (8 de setembro de 1943) após a Invasão Aliada da Itália. Compreendeu as províncias de Udine, Gorizia, Trieste, Pula (Pola), Rijeka (Fiume) e Liubliana (Lubiana). A Zona Operacional do Sopé dos Alpes, compreendendo as províncias de Belluno, Tirol do Sul e Trentino, foi estabelecida no mesmo dia. Ambas as zonas operacionais eram separadas da República Social Italiana (RSI), baseada em Salò, no Lago de Garda, que governava o restante da Itália que ainda não havia sido ocupada pelos Aliados. O nome da zona era uma referência às terras históricas da coroa do litoral austríaco.
O OZAK não foi totalmente incorporado ao Reich, mas anexado ao Gau da Caríntia. Friedrich Rainer, Gauleiter nazista da Caríntia, foi nomeado Comissário de Defesa do Reich da OZAK, tornando-se assim chefe da administração civil do território semi-anexado. A província de Liubliana recebeu uma administração provincial eslovena. O principal colaborador Gregorij Rožman, bispo de Ljubljana, recomendou a Rainer que o notório anti-semita Leon Rupnik deveria ser o presidente do novo governo provincial de Ljubljana, e Rupnik foi então devidamente nomeado em 22 de setembro de 1943. O General da SS Erwin Rösener tornou-se Conselheiro do Presidente.

## Atividades genocidas
OZAK foi palco de atividades genocidas. O seu comandante, SS Superior e Líder da Polícia Odilo Globocnik, tornou-se um dos mais temidos líderes nazis na Europa de Leste depois de liquidar os guetos judeus em Varsóvia e Białystok e de supervisionar as operações dos campos de extermínio de Belzec, Sobibór, Majdanek e Treblinka. Ele comandou todos os campos nazistas na Polônia ocupada de 1941 a 1943. Depois de servir brevemente como Gauleiter de Viena, foi enviado para Trieste, onde dirigiu até o fim a prisão de Risiera di San Sabba, o único campo da SS já instalado em solo italiano.
Globocnik, retornando triunfante à sua cidade natal em meados de setembro de 1943, estabeleceu seu escritório na Via Nizza 21 em Trieste e começou a realizar o Einsatz R, a perseguição sistemática de judeus, guerrilheiros e políticos antinazistas em Friuli, Ístria e outros áreas da costa adriática croata. Sua equipe de 92 pessoas, a maioria membros das SS alemãs e ucranianas com experiência em matança adquirida na Operação Reinhard, foi rapidamente ampliada para combater a incessante atividade partidária em toda a região. O domínio de Globocnik incluía Risiera di San Sabba, um grande moinho de arroz abandonado e decrépito em Ratto della Pileria 43, no subúrbio triestino de San Sabba. Sob sua supervisão foi convertido no único campo de extermínio nazista em território italiano. O campo foi usado para deter reféns, guerrilheiros e presos políticos, e como campo de coleta e trânsito de judeus deportados para campos de concentração nazistas. Em outubro de 1943, as prisões começaram e o campo foi aberto, composto principalmente por membros alemães e ucranianos das SS sob o comando do SS-Sturmbannführer Christian Wirth, ex-comandante do campo de extermínio de Belzec. Wirth foi morto por guerrilheiros iugoslavos em Opatija, em 26 de maio de 1944. Ele foi substituído pelo ex-vice de Wirth em Lublin e sucessor em Belzec, SS-Hauptsturmführer Gottlieb Hering. Hering foi substituído pelo SS-Obersturmbannführer Dietrich Allers em agosto de 1944. Em 28 de abril de 1945, o campo de San Sabba cessou as operações e as tropas da Waffen-SS libertaram os restantes presos e demoliram a câmara de gás e o edifício do incinerador no dia seguinte, para destruir provas de crimes de guerra.
Mais de 25 mil civis italianos, eslovenos, croatas e judeus passaram pelo campo de San Sabba, cerca de 5 mil foram mortos lá por vários métodos, incluindo gaseamento. Hoje o moinho de arroz é um Memorial Nacional Italiano. Os comandantes e colaboradores do campo foram julgados em Trieste em 1976, mas as suas sentenças nunca foram executadas.

## Planos alemães para a região

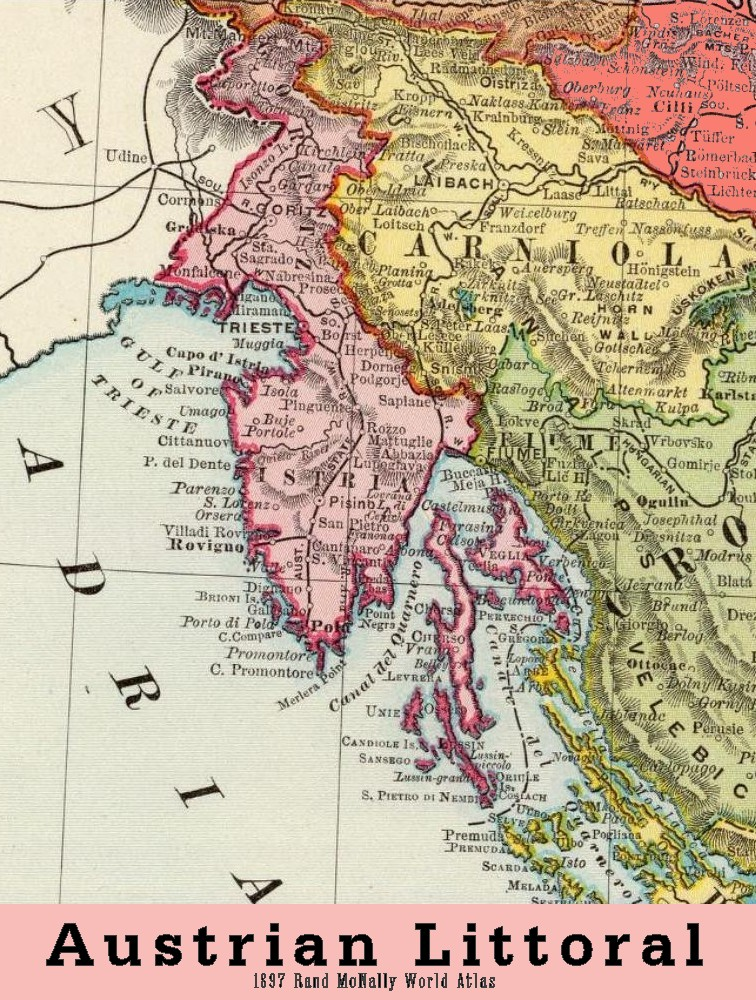
O litoral austríaco, com Gorizia e Istria em rosa e Carníola em amarelo

A redefinição étnica e política do litoral Adriático foi considerada durante a guerra a nível teórico. Num telegrama enviado em 9 de setembro de 1943 ao ministro das Relações Exteriores Ribbentrop, Gauleiter Rainer sugere o futuro estabelecimento de protetorados do Reich em Gorizia, Ístria e Carniola, baseados nas subdivisões do Império Austro-Húngaro . A política inicial da ocupação alemã, no entanto, favoreceu a incorporação da área ao Reichsgau da Caríntia. A complexidade étnica da região seria usada para minimizar a influência da itália, promover a segmentação étnica e introduzir o germanismo como uma força estabilizadora. Esta estratégia baseou-se na compreensão da história da Alemanha na Idade Média e da monarquia dos Habsburgos, onde se via que os senhores e nobres alemães tornaram possível o desenvolvimento económico e administrativo da região.
A composição étnico-social de Venezia-Giulia, Trieste e Friuli foi um componente importante dos planos de ocupação da Alemanha. O governo fascista perdeu o apoio dos grupos sociais fragmentados em toda a região - e o colapso do regime deu início a um período de desorientação entre os italianos. A propaganda nazista trabalhou para criar a ilusão de que as áreas sob a zona tinham raízes austro-húngaras. A Alemanha tinha planos de adotar a região como parte do Reichstag; no entanto, eles usaram o passado imperial da região para fazer conexões com o Império Austro-Húngaro. Eles chamaram a zona de "Adriatisches Küstenland", que fazia referência ao passado austro-húngaro, já que era o nome usado pelo império em referência às áreas ao norte do Adriático. Esta propaganda está relacionada com o grande plano alemão, uma vez que pretendiam substituir Roma por Viena como capital da região. Os alemães acreditavam que, ao fazer referência ao passado próspero, poderiam evocar sentimentos de nostalgia que acabariam por forjar laços culturais entre Viena e Trieste e a Alemanha.
Os nazistas empregaram mais táticas de propaganda como visto na Itália através da criação da República Social Italiana (RSI), que era efetivamente um governo fantoche que estava sob o controle da Alemanha. Com o RSI no controlo, a Alemanha foi capaz de promulgar leis extremamente repressivas que visavam grupos étnicos e nacionais específicos, espalhando assim a ideologia nazi por toda a zona. Em 10 de novembro de 1943, Karl Lapper - chefe da SS Alpenland - emitiu uma ordem que restringia todas as rádios e fontes de notícias italianas dentro da zona, uma vez que foram substituídas por transmissões de rádio e notícias alemãs. Ao criar uma extensa rede de propaganda que afectava todas as partes da vida quotidiana, os alemães conseguiram coagir o apoio à causa nazi.
O futuro da Província de Údine (Friuli Central e Ocidental, hoje províncias de Údine e Pordenone) era incerto, mas é evidente que deveria ser prosseguida uma estratégia semelhante às outras áreas da zona operacional. No telegrama anteriormente mencionado, Rainer enfatiza que a região do Friuli não é etnicamente italiana, mas é composta por falantes do friulano e, em pequena medida, do alemão e do esloveno. Estudiosos alemães também apresentaram supostas evidências da "profunda influência" que a cultura e a língua alemãs tiveram sobre os friulianos, incluindo palavras emprestadas e nomes de lugares medievais. Evidências históricas também foram encontradas de que a região de Friuli era uma terra de marcha nos impérios carolíngio e alemão, bem como do papel que os senhores feudais alemães desempenharam na região e sua anexação ao Ducado da Caríntia no final do século X. século. Concluiu-se assim que os Friulianos pertenciam ao campo cultural alemão e que a sua terra era uma parte antiga do império alemão e desde então faz parte do "espaço vital" alemão (Lebensraum). Estas descobertas supostamente académicas ecoaram nos jornais alemães, embora a propaganda em língua italiana difundida na província de Udine enfatizasse a distinção étnica e a autonomia regional da população local, e não o pan-germanismo.

Várias facções dentro do governo nazista também pretendiam ampliar ainda mais a área das duas zonas operacionais em detrimento do território italiano. Joseph Goebbels escreveu em seu diário que a única fronteira "lógica" seria aquela que incluísse os territórios do antigo Reino Habsburgo da Lombardia-Veneza, expressando sua esperança de que a amizade renovada de Hitler com Benito Mussolini não o impedisse de dar este passo: 
| “ | Não devemos apenas voltar ao Tirol do Sul, mas imagino a linha de fronteira traçada ao sul de Veneza. O que quer que tenha sido uma posse austríaca, temos de voltar às nossas próprias mãos. Os italianos, pela sua infidelidade e traição, perderam qualquer direito a um Estado nacional do tipo moderno. | ” |

Ele finalmente conseguiu convencer Hitler de que esse curso de ação deveria ser adotado, que concordou que Veneza deveria ser vinculada ao Reich em "algum tipo de confederação frouxa".

## Operações militares
Dado que um desembarque aliado na área foi antecipado pelos alemães, e devido à presença de um grande número de guerrilheiros italianos, eslovenos e croatas, o OZAK também acolheu um substancial contingente militar alemão, comandado pelo General der Gebirgstruppe Ludwig Kübler. Em 28 de setembro de 1944, essas unidades foram redesignadas LXXXXVII Corpo de Exército. Quase todos os veículos blindados disponíveis, modernos ou obsoletos, foram colocados em serviço com a Wehrmacht, Waffen-SS, Ordnungspolizei ou unidades fascistas italianas e eslovenas.
Em 30 de abril de 1945, vários milhares de voluntários do antifascista italiano Comitato di Liberazione Nazionale levantaram-se contra os nazistas. Em 1º de maio, Globocnik recebeu o comando de um grupo caótico de tropas alemãs e colaboracionistas convergindo para Trieste enquanto se retiravam da Itália e da Iugoslávia. Essas unidades foram imediatamente atacadas pelo 4º Exército dos Partidários antes de se renderem à 2ª Divisão da Nova Zelândia comandada pelo Tenente-General da Nova Zelândia, Sir Bernard Freyberg, na noite de 2 de maio. No entanto, os combates continuaram entre o exército de Josip Broz Tito e o remanescente da Wehrmacht e as forças colaboracionistas por vários dias. Os guerrilheiros começaram a retirar-se das áreas a oeste do rio Isonzo em 15 de maio. Em 11 de junho, as tropas iugoslavas começaram a retirar-se de Trieste.